# Museum of the Moving Image (New York)
 (novembre 2024).
Cet article concerne le musée new-yorkais. Pour le musée londonien, voir Museum of the Moving Image (Londres).
Le Museum of the Moving Image est un musée du cinéma situé dans le quartier d'Astoria, dans l'arrondissement new-yorkais du Queens, dans un bâtiment appartenant aux Kaufman Astoria Studios. Il ouvre en 1988 sous le nom de American Museum of the Moving Image. En mars 2008, il subit des travaux d'agrandissement d'un coût de 67 millions de dollars et rouvre ses portes au public en janvier 2011. Les plans d'agrandissement ont été conçus par l'architecte Thomas Leeser.

## Description
Le Museum of the Moving Image (« Musée de l'image animée ») est construit dans le but d'exposer au public l'art, histoire, les techniques et les technologies du film, de la télévision et des autres médias en rassemblant et en préservant des objets fabriqués de l'industrie du cinéma et en les montrant au public dans le cadre d'expositions et de programmes éducatifs. Sur les trois étages du bâtiment se trouvent des expositions comprenant d'importants composants de matériel d'enregistrement audiovisuel montrant l'évolution de l'histoire de l'industrie du cinéma. Des débats sur des films récents ont souvent lieu au musée. Le Museum of the Moving Image abrite également l'une des plus grandes collections de matériel de l'industrie du jeu vidéo au monde. En 2000, le musée a enregistré 60 000 visites ; en 2011, ce chiffre atteint les 120 000.

## Histoire
L'Histoire du bâtiment, portant alors le nom de Astoria Motion Picture and Television Center Foundation, remonte jusqu'en 1970, date à laquelle la fondation prend la direction des Astoria Studios dans le but de préserver un édifice majeur de l'histoire du cinéma. Ce bâtiment a accueilli plusieurs tournages et séances de productions cinématographiques. La fondation redynamise le site et le rénove afin de pouvoir accueillir des visiteurs.
Après sept ans de travaux pour un coût total de 15 millions de dollars, le American Museum of the Moving Image ouvre ses portes le 10 septembre 1988, dans une partie des locaux de la côte Est de Paramount Pictures. C'est alors le premier musée américain dédié à l'évolution de l'industrie du cinéma. Quelques jours plus tard, le musée britannique du même nom ouvre ses portes. Le cinéma de New York, pourvu de moyens ultramodernes en 1988, était équipé pour diffuser des formats vidéo de 16, 35 et 70 millimètres et était l'un des deux endroits de la ville où l'on pouvait voir des impressions au nitrate d'argent . Des évènements importants de l'histoire de la télévision et de l'audiovisuel y sont également reconstitués ; les visiteurs peuvent les regarder dans un salon de télévision dédié aux prémices de l'audiovisuel.
En 2005, le musée fait partie d'une sélection de 406 institutions artistiques et sociales new-yorkaises à recevoir un don de 20 millions de dollars de la part de Carnegie Corporation (en). Cette action a été rendue possible grâce à un don de Michael Bloomberg, alors maire de New York.
En mars 2008, des travaux d'agrandissement sont effectués au musée, pour un coût total de 65 millions de dollars ; la taille du musée double pour atteindre les 9 000 m2, et un nouveau cinéma de 267 sièges, une salle de projection de 68 places ainsi qu'un espace d'éducation sont ajoutés. Le musée pourra désormais accueillir plus de 60 000 étudiants par an. Les plans des travaux sont réalisés par l'architecte Thomas Leeser. Même si le musée est resté ouvert durant la quasi-totalité des travaux, les projections de films ainsi que les autres évènements ne sont plus effectués au musée durant les rénovations. Les collections restaient cependant accessibles aux spécialistes. Le musée rouvre ses portes au public le 15 janvier 2011,.
Chaque année, le Museum of the Moving Image organise une cérémonie annuelle en l'honneur d'un membre de l'industrie du cinéma. Les personnes mises à l'honneur les précédentes années sont  Alec Baldwin, Tom Cruise, Billy Crystal, Robert De Niro, Clint Eastwood, Richard Gere, Mel Gibson, Tom Hanks, Goldie Hawn, Dustin Hoffman, Ron Howard, Hugh Jackman, Elia Kazan, Sidney Lumet, Steve Martin, Mike Nichols, Al Pacino, Sidney Poitier, Julia Roberts, Martin Scorsese, Will Smith, Kevin Spacey, Steven Spielberg, James Stewart, Ben Stiller, John Travolta, Barbara Walters, et Robin Williams. L'actrice Julianne Moore a été honorée durant la 29e cérémonie, qui s'est déroulée le 20 janvier 2015.
La performance He will not divide us a lieu à l'entrée du musée à partir de janvier 2017.

## Accès
Le musée est situé à proximité de la station 36th Avenue (en) de la BMT Astoria Line du métro new-yorkais. Il est également desservi par les routes Q66 et Q101 des bus MTA.